# Ralston (Nebraska)
Ralston – miasto w Stanach Zjednoczonych, w stanie Nebraska, w hrabstwie Douglas.